# قشلاق گونشلی
قشلاق گونشلی یک منطقهٔ مسکونی در ایران است که در بخش اسلام‌آباد واقع شده‌است. قشلاق گونشلی ۹۹ نفر جمعیت دارد.